# Llista de mestres de capella de la Seu de Manresa
Músics que ocuparen la plaça de mestre de capella a la Seu de Manresa. Es dona algun encavallament entre mestres, perquè el mestre jubilat retenia la titularitat de la plaça fins a la seva mort, coexistint amb el seu successor.
L'ofici de mestre de capella es va crear a Manresa el 27 d'agost del 1611. A diferència de la majoria d'altres seus, que ho feien per oposició, a Manresa s'elegia per assignació: es demanaven informes d'un determinat músic i després el mestre només havia de ser acceptat per la comunitat per ser elegit.
El llistat de mestres de capella és el següent:
- 1625-1631 Jaume Canyelles
- 1632-1635 Joan Bernat Servitja
- 1635-1643 Francisco Fadre
- 1643-1654 Pere Estruch
- 1655-1656 Francisco Fadre
- 1656-1659 Anton Pelegri
- 1659-1661 Sebastià Carreras
- 1661-1662 Ignasi Oller
- 1662-1682 Pere Carbonell
- 1682-1684 Francisco March
- 1684-1695 Jaume Subias
- 1696-1699 Joan Bernat
- 1699-1700 Carles Subias
- 1700-1702 Francesc Espelt
- 1702-1725 Pere March
- 1725-1726 Sebastià Viladrosa
- 1726-1727 Pere Comalat
- 1727-1731 Joan Mir
- 1731-1762 Josep Masvasí
- 1762-1763 Salvador Dachs
- 1763-1809 Joan Patzí
- 1809-1845 Caietà Mensa
- 1845-1855 Marià Matarrodona i Lluís Prunés (interins)
- 1855-1890 Francesc Escorsell
- 1890-1919 Marià Torras i Serarols
- 1919-1936 Miquel Augé i Vila
- 1939-1957 Eudald Pla i Fonts
- 1957-1965 Agustí Coll i Herbera
- 1965-1966 Pere Claret i Juncadella
- 1966-1997 Ignasi Torras i Garcia
- 1997-1998 Bernat Vivancos i Farràs
- 1998-2004 Marc Marcet i Sanz
- 2004-2008 Lluís Cano
- 2008-2009 equip format per Marc Marcet, Maria Josep Garriga, Oriol Torras i Joan Ballús
- 2009-actualitat Mireia Subirana i Pintó